# Neulles
Neulles ist eine französische Gemeinde mit 160 Einwohnern (Stand: 1. Januar 2022) im Département Charente-Maritime in der Region Nouvelle-Aquitaine (vor 2016 Poitou-Charentes); sie gehört zum Arrondissement Jonzac und zum Kanton Jonzac. Die Einwohner werden Neullois genannt.

## Geographie
Neulles liegt etwa 85 Kilometer nordnordöstlich von Bordeaux. Nachbargemeinden von Neulles sind Chadenac im Norden und Nordwesten, Neuillac im Osten und Nordosten, Saint-Germain-de-Lusignan im Süden, Clam im Süden und Südwesten sowie Marignac im Westen und Nordwesten.

## Bevölkerungsentwicklung
| Jahr                       | 1962 | 1968 | 1975 | 1982 | 1990 | 1999 | 2006 | 2017 |
| Einwohner                  | 188  | 176  | 168  | 170  | 155  | 139  | 140  | 148  |
| Quellen: Cassini und INSEE |      |      |      |      |      |      |      |      |

## Sehenswürdigkeiten
- Kirche Notre-Dame-de-l'Assomption aus dem 11./12. Jahrhundert, Monument historique seit 2000
- Ehemalige Windmühle (Ruine)

Siehe auch: Liste der Monuments historiques in Neulles

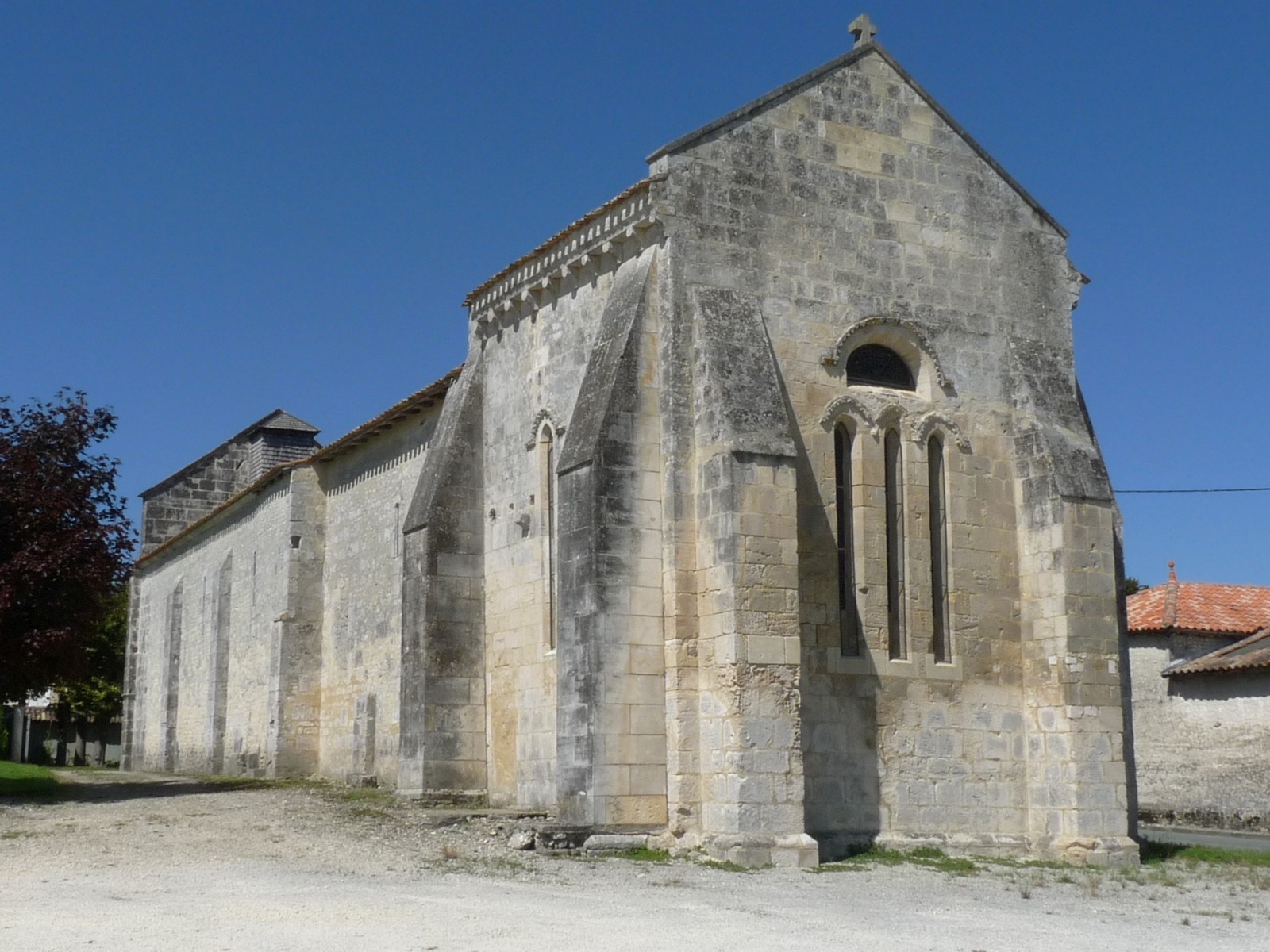
Kirche Notre-Dame-de-l'Assomption
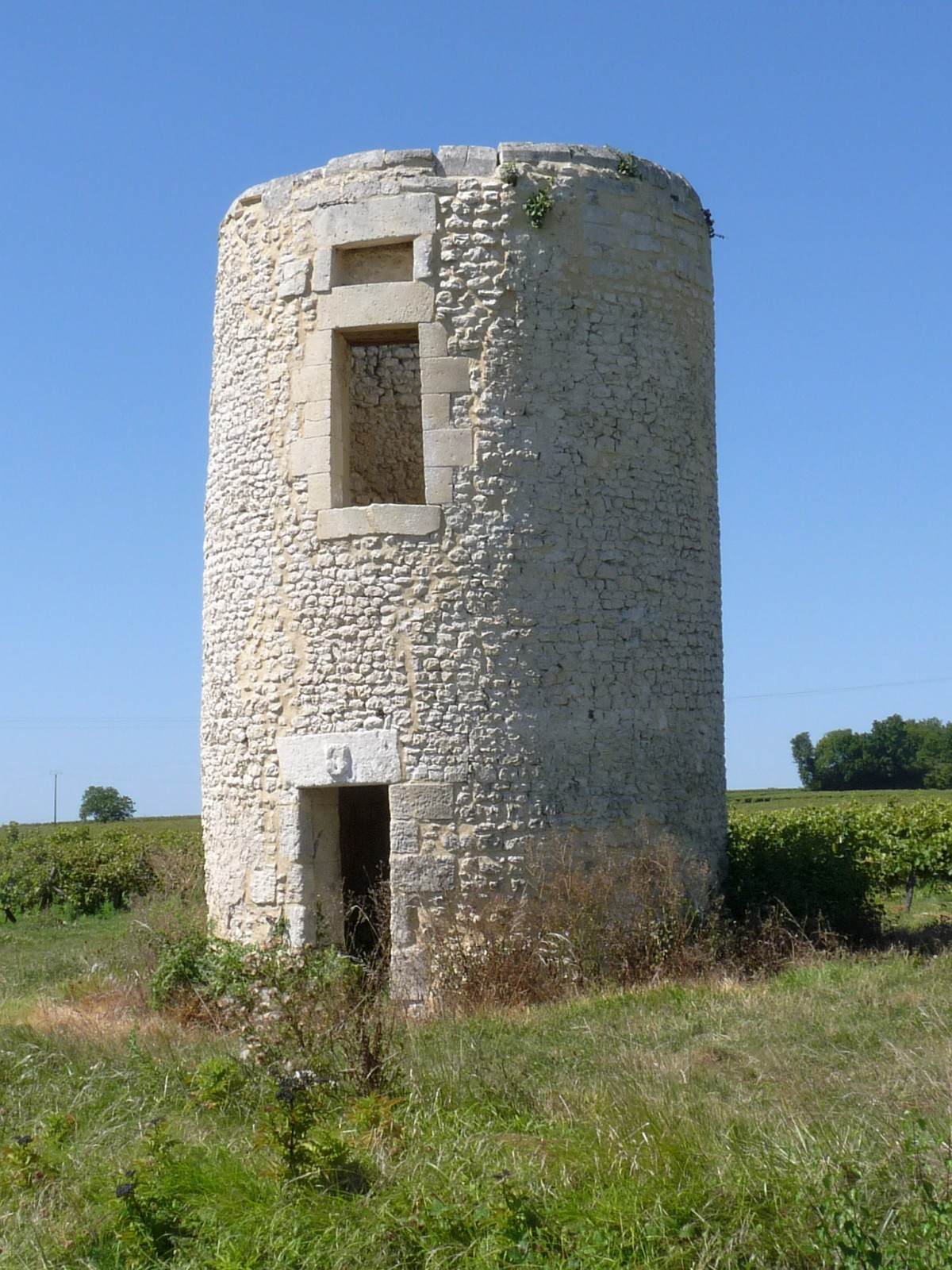
Windmühlenruine